# الوورد (آیووا)
الوورد (به انگلیسی: Alvord) شهری در ایالت آیووا کشور ایالات متحده آمریکا است که جمعیت آن در سرشماری سال ۲۰۱۰ میلادی، ۱۹۶ نفر بوده‌است.